# Oltcit

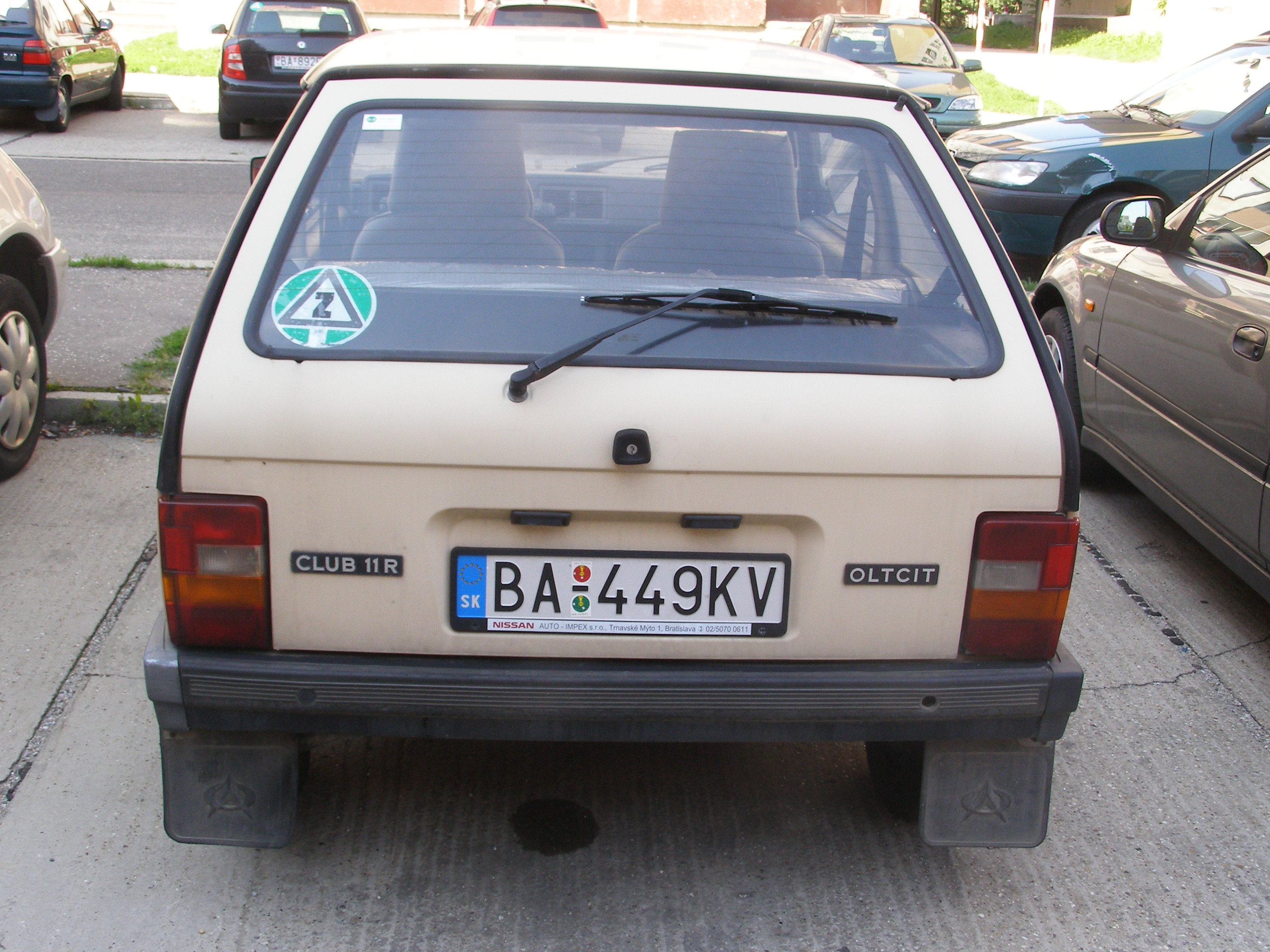
Oltcit Club 11 R

Oltcit byla rumunská automobilka, která v letech 1981 až 1996 vyráběla auta na bázi francouzské značky Citroën. Název automobilky Oltcit byl odvozen od místa, kde se automobilka postavila – kraj Olténie a od názvu automobilky Citroën, která pro Oltcit vyvinula automobil.

## Historie
Po dohodě mezi rumunskou státní organizací pro rozvoj automobilového průmyslu a francouzskou automobilkou Citroën začala v roce 1977 výstavba továrny ve městě Craiova. Součástí dohody byl i vývoj modelu automobilu, který se v této automobilce bude vyrábět. Citroën v této automobilce v roce 1980 zkompletoval testovací sérii automobilů Citroën Visa a v roce 1981 v Oltcitu začala výroba modelu Club. Tento model byl bez větších změn vyráběn až do roku 1996, kdy byla jeho výroba definitivně zastavena. Továrna v Krajově se následně zaměřila na výrobu automobilů pro automobilku Daewoo.

## Modely
- Oltcit Special (1981-1991)
- Oltcit Club (1981-1991)
- Oltena Club (1991-1996)
- Citroën Axel (1984-1988)
- Oltena Club12 CS (Pick-up) (1993-1995)